# Lutych–Bastogne–Lutych 2020
106. ročník jednodenního cyklistického závodu Lutych–Bastogne–Lutych se konal 4. října 2020. Vítězem se stal Slovinec Primož Roglič z týmu Jumbo–Visma. Na druhém a třetím místě se umístili Švýcar Marc Hirschi (Team Sunweb) a Slovinec Tadej Pogačar (UAE Team Emirates). Závod se měl původně konat 26. dubna 2020, ale musel být přesunut kvůli pandemii covidu-19. 
Vítězem závodu se stal Primož Roglič v divokém sprintu skupinky 5 jezdců, v němž se těsně dostal před mistra světa Juliana Alaphilippa, který už vítězně zvedal ruce do vzduchu. Alaphilippe byl však nakonec posunut na 5. místo kvůli bránění Marca Hirschiho ve sprintu. Marc Hirschi se tudíž dostal na 2. místo, zatímco Tadej Pogačar, vítěz Tour de France 2020, se dostal na 3. místo.

## Týmy
Závodu se zúčastnilo celkem 25 týmů, všech 19 UCI WorldTeamů a 6 UCI ProTeamů. Každý tým přijel se 7 jezdci, na start se celkem postavilo 175 jezdců. Do cíle dojelo 125 jezdců.

### UCI WorldTeamy
- AG2R La Mondiale
- Astana
- Bahrain–McLaren
- Bora–Hansgrohe
- Intermarché–Wanty–Gobert Matériaux
- Cofidis
- Deceuninck–Quick-Step
- EF Pro Cycling
- Groupama–FDJ
- Israel Start-Up Nation
- Lotto–Soudal
- Mitchelton–Scott
- Movistar Team
- NTT Pro Cycling
- Ineos Grenadiers
- Team Jumbo–Visma
- Team Sunweb
- Trek–Segafredo
- UAE Team Emirates

### UCI ProTeamy
- Alpecin–Fenix
- Arkéa–Samsic
- Bingoal–Wallonie Bruxelles
- Circus–Wanty Gobert
- Sport Vlaanderen–Baloise
- Total Direct Énergie

## Výsledky
| Pořadí | Jezdec                       | Tým                        | Čas        |
| ------ | ---------------------------- | -------------------------- | ---------- |
| 1      | Primož Roglič (SLO)          | Team Jumbo–Visma           | 6h 32’ 02” |
| 2      | Marc Hirschi (SUI)           | Team Sunweb                | + 0"       |
| 3      | Tadej Pogačar (SLO)          | UAE Team Emirates          | + 0"       |
| 4      | Matej Mohorič (SLO)          | Bahrain–McLaren            | + 0"       |
| 5      | Julian Alaphilippe (FRA)     | Deceuninck–Quick-Step      | + 0"       |
| 6      | Mathieu van der Poel (NED)   | Alpecin–Fenix              | + 14"      |
| 7      | Michael Woods (CAN)          | EF Pro Cycling             | + 14"      |
| 8      | Tiesj Benoot (BEL)           | Team Sunweb                | + 14"      |
| 9      | Warren Barguil (FRA)         | Arkéa–Samsic               | + 14"      |
| 10     | Michał Kwiatkowski (POL)     | Ineos Grenadiers           | + 14"      |
| 11     | Dan Martin (IRL)             | Israel Start-Up Nation     | + 14"      |
| 12     | Tom Dumoulin (NED)           | Team Jumbo–Visma           | + 14"      |
| 13     | Rudy Molard (FRA)            | Groupama–FDJ               | + 14"      |
| 14     | Guillaume Martin (FRA)       | Cofidis                    | + 14"      |
| 15     | Rigoberto Uran (COL)         | EF Pro Cycling             | + 14"      |
| 16     | Richie Porte (AUS)           | Trek–Segafredo             | + 14"      |
| 17     | Gorka Izagirre (ESP)         | Astana                     | + 43"      |
| 18     | Benoît Cosnefroy (FRA)       | AG2R La Mondiale           | + 58"      |
| 19     | Omar Fraile (ESP)            | Astana                     | + 58"      |
| 20     | Daniel Felipe Martínez (COL) | EF Pro Cycling             | + 58"      |
| 21     | Lennard Kämna (GER)          | Bora–Hansgrohe             | + 58"      |
| 22     | Nicholas Schultz (AUS)       | Mitchelton–Scott           | + 58"      |
| 23     | Jelle Vanendert (BEL)        | Bingoal–Wallonie Bruxelles | + 58"      |
| 24     | Loïc Vliegen (BEL)           | Circus–Wanty Gobert        | + 58"      |
| 25     | Valentin Madouas (FRA)       | Groupama–FDJ               | + 58"      |